# Langdorf
Langdorf település Németországban, azon belül Bajorországban. Lakosainak száma 1863 fő (2023. december 31.). Langdorf Zwiesel, Regen és Bodenmais községekkel határos.

## Népesség
| Lakosok száma | 629  | 1217 | 1199 | 1779 | 1883 | 1854 | 1846 | 1848 | 1824 | 1863 |
|               | 1875 | 1950 | 1975 | 1987 | 2012 | 2014 | 2016 | 2017 | 2021 | 2023 |